# Demers (canton)
Pour les articles homonymes, voir Demers.
Demers est un canton canadien de l'Est du Québec situé dans la municipalité régionale de comté de Rivière-du-Loup dans la région administrative du Bas-Saint-Laurent.  Il fut proclamé officiellement le 6 décembre 1873.  Il couvre une superficie de 16 995 hectares.

## Toponymie
Le toponyme Demers est en l'honneur de l'homme politique et religieux québécois Jérôme Demers (1774-1853).